# Route à L'Estaque
Ne doit pas être confondu avec Route près de l'Estaque.
Route à L'Estaque, ou encore Paysage de L'Estaque, est un tableau réalisé par Georges Braque en 1908. Cette huile sur toile représente une route à L'Estaque. Elle est conservée au musée national d'Art moderne, à Paris.